# Pakrác
Pakrác (horvátul: Pakrac) város és község (općina) Horvátországban, Pozsega-Szlavónia megyében.

## A község (járás) települései
Pakrác község 42 településből áll (2006-os állapot): Badljevina, Batinjani, Bjelajci, Branešci, Brusnik, Bučje, Cicvare, Cikote, Dereza, Donja Obrijež, Donja Šumetlica, Donji Grahovljani, Dragović, Glavica, Gornja Obrijež, Gornja Šumetlica, Gornji Grahovljani, Jakovci, Kapetanovo Polje, Koturić, Kraguj, Kričke, Kusonje, Lipovac, Mali Banovac, Mali Budići, Novi Majur, Omanovac, Ožegovci, Pakrác, Ploštine, Popovci, Prekopakra, Prgomelje, Rogulje, Srednji Grahovljani, Stari Majur, Španovica, Tisovac, Toranj, Veliki Banovac és Veliki Budići.

## Fekvése
A város Pozsegától légvonalban 39, közúton 50 km-re északnyugatra, Lipiktől 4 km-re északkeletre, Nyugat-Szlavóniában, a Pakra folyó völgyében fekszik.

## Története
Pakrác története a legrégibb időkig nyúlik vissza. Területéről a legősibb leletek a kőkorszakból származnak. A város területén tervszerű régészeti feltárás ezidáig nem történt, ezért csak szórványos leletekről beszélhetünk, melyekre főként a földmunkák során véletlenül bukkantak rá. A leletek között kőkorszakot kőszekercék, kőkések, cseréptöredékek, a rézkort egy rézből készült szekerce, a vaskort egy vasszekerce képviseli, melyek legnagyobb része a zágrábi régészeti múzeumba került. A római kort egy Brusnikon talált és ma Zágrábban őrzött síremlék és egy Kusonjén talált sírkőlap képviseli, mely a mór cohors egyik katonájának állított emléket és a városháza épületében őrzik.

### A város a középkorban
Pakrác kora középkori története források hiányában jórészt ismeretlen a kutatók számára. Bizonyosan csak az állítható, hogy a 12. század végén már az erős pakráci vár állt itt, melyet a templomosok, vagy a johanniták építettek. A korabeli utazók leírásai alapján a vár szabálytalan ötszög alaprajzú volt vastag, erős falakkal, melyet külső tornyok és sáncok erősítettek. Belül egy faragott kövekből épített négyszögletes torony állt. A várban 1256 és 1260 között pénzverde is működött, ahol a szlavón bánok pénzeit verték. Az ezüstpénzen először jelenik meg a nyest alakja, melyről a mai horvát pénznem a nevét kapta. A pénzverdét 1260-ban ismeretlen okból Zágrábba költöztették. A pakráci Szent János vár volt a johannita lovagrend és vránai priorátus itteni, területi székhelye, abban az időben, amikor Pakrác még Dubica vármegyéhez tartozhatott. Itt székeltek később a vránai priorok, de már Vrána elvesztése (1538) előtt is gyakran jöttek ide. 1439-ben a Thallóczy fivéreket találhatjuk itt. 1445-ben a perjelség és a Cilleiek hadvezére, Vitovecz János közt kitört háborúban itt esett el Thallóczy János vránai perjel, aki 1440-ben az első török ostrom idején Nándorfehérvár várának parancsnokaként Nándorfehérvárat hősiesen megvédte. 1450-ben a vár Szentgyörgyi Tamás perjelé, majd továbbra is a perjelségé, amíg védelmi okokra hivatkozva Zrínyi Miklós el nem foglalta. 1537-ben Pakrác már Zrínyi Miklós tulajdona, de már azt megelőzően megszerezte a perjelség itteni jószágait. 1543-ban a vár már elhagyott volt, de ekkor a pozsonyi országgyűlés őrséget rendelt bele. Ezután a török hódításig eltelt rövid időben a Zrínyiek igazgatása alatt volt. A vár Pakrác közepén a fő téren állt, de a falak csekély maradványai mára alig kivehetők.
A települést 1238-ban említik először „Petricz” néven IV. Béla királynak a II. András és Imre király által a johannitáknak adományozott donációkat megerősítő oklevelében. A szövegből kitűnik, számítottak arra, hogy aranyat találnak. Az oklevél szerint amennyiben Kálmán Szlavónia hercege a bányászkodás során aranyra lelne, át kell neki adni a földek ötödét; ha a bányászatot leállították, illetve nem lelnének itt aranyra, ezt a föld ötödöt vissza kell adni a johannitáknak. Ha a rend birtokában maradt négyötödön, vagy más egyéb olyan földjeiken lelnének aranyra, vagy ezüstre, melyet az adomány részeként kaptak úgy rendelkezik, hogy az arany és az ezüst jövedelem egyharmadával a rend szabadon rendelkezhessen, ám a kétharmada a királyi kincstáré legyen.

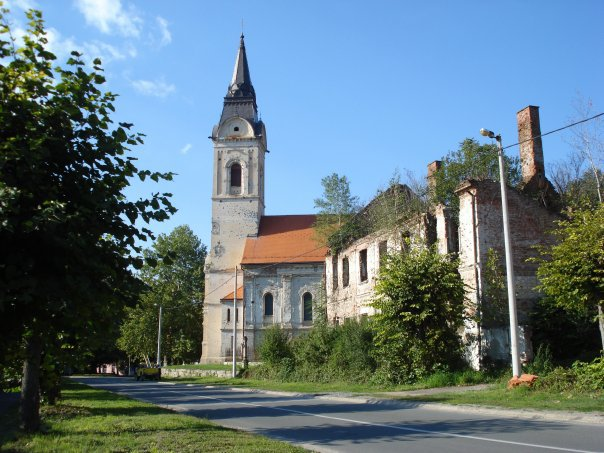
A Szentháromság ortodox székesegyház

### Pakrác a török uralom alatt
Amikor a törökök elfoglalták Szlavóniát, két szandzsákra osztották: pozsegaira és pakrácira, de Pakrác nem azonnal vált székhellyé. Csak 1570-ben lett szandzsákszékhely, miután 1559-ben a csázmai szandzsákot továbbköltöztették a támadások miatt Monoszlóra, innen pedig Pakrácra. 1580-ban a pakráci szandzsákot a boszniai pasalikhoz csatolták. Később elveszíti székhely jellegét, Csernik vette át a szandzsákszékhelyi szerepkört. 1598-ban a törökök ellen felkelő Erdődy Péter betört Szlavóniába és átmenetileg elfoglalta Pakrácot és Pozsegát. Véglegesen 1691. október 17-én Charles Eugène de Croÿ császári tábornok szabadította fel a török uralom alól.

### Pakrác a török kiűzése után
A török kiűzése után Pakrácra és vidékére Boszniából főként pravoszláv, a Magyar Királyság északabbi területeiről pedig némi katolikus lakosság települt be. 1690-ben a bécsi udvar és a szerb vezetők megállapodásának megfelelően megkezdődött a szerbek őseik földjéről történő nagy kivándorlása. 1694-ben III. Arsenije Čarnojević ipeki pátriárka vezetésével tartott bajai gyűlésükön külön területként (Kis-Vlaska) már Pakrác és Pozsega környékét valamint a Szerémség egy részét is maguknak követelték. 1705-ben megalapították a pakráci ortodox püspökséget. Az első püspöki palota még fából épült. A Szent Trifunnak szentelt ortodox fatemplom helyén 1757 és 1768 között felépítették a Szentháromság tiszteletére szentelt püspöki székesegyházat. Pakrác előbb kamarai birtok, majd Johannes Theodor Imbsen báró udvari titkos tanácsos tulajdona lett. Ekkor a vár már nagyon rossz állapotban volt, ezért helyette főúri kastély építésébe kezdtek. Ez lett a későbbi Jankovich-kastély magja. Imbsen halála után özvegye az uradalmat Trenk bárónak adta el, aki felépíttette saját kastélyát, mely ma is áll.

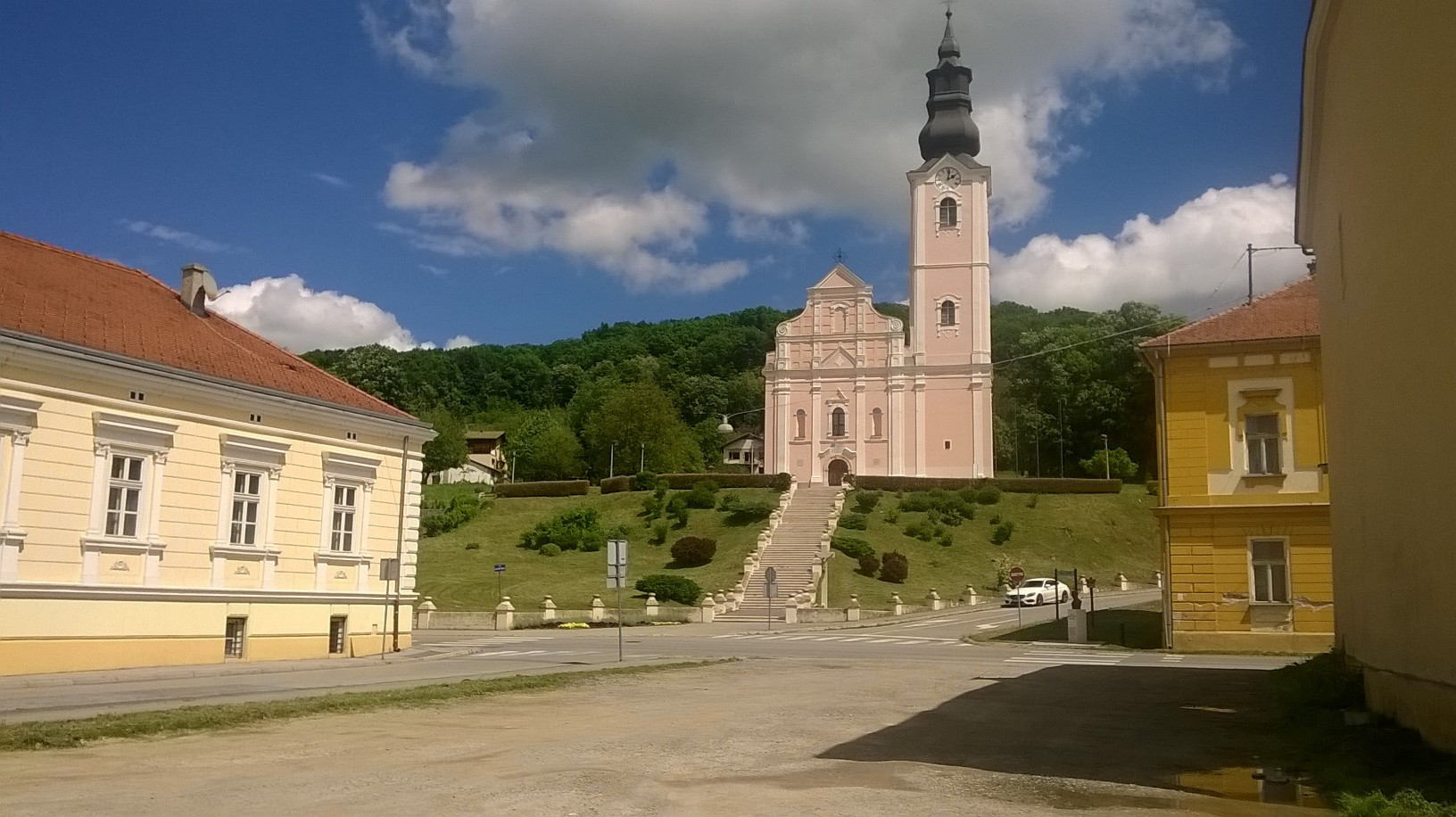
A Nagyboldogasszony római katolikus plébániatemplom

### Pakrác fejlődése a Jankovich család idejében
Pakrácot Mária Terézia magyar királynő a szlavniczai Sándor grófoknak ajándékozta, végül 1760-ban az akkori alispán, daruvári Jankovich Antal vásárolta meg. A Jankovichok uralma Pakrác gazdasági fellendülésének időszaka, mely különösen Jankovich Antal és Izidor grófok nevéhez fűződik. Jankovich Antal idejében a pakráci uradalom 50 faluból állt. Ő volt az, aki nemesített fajták behozatalával, új földművelési módszerek bevezetésével, a gazdasági eszközök fejlesztésével az itteni gazdaságot európai szintre próbálta felemelni. Különösen fejlett volt a selyemhernyó-tenyésztés, csak Majuron 12 ezer eperfát ültettek erre a célra. A már meglevő Imsen-gazdaság további bővítésével a déli legelők területén új, nagy gazdasági komplexumot hozott létre. Ide istállókat, gabonaraktárakat, szénatárolókat, pincéket és halastavakat építtetett. A gazdálkodás fejlesztésére a gróf ösztönözte a magasan képzett szakemberek, kézműves mesterek ide telepítését főként Németországból, akik itt házat és földet kaptak. Ebből a célból a külvárosban új telkeket parcelláztak. Így alakult ki a két kétműves utca (a mai Strossmayer és Bolnička utcák), ahol fazekasok, bőrművesek, szappanfőzők, rézművesek, bognárok, kádárok, fésűsök laktak. 1796-ban Pakrác évi négy országos vásár tartására jogosító vásártartási jogot kapott. A mezőgazdaság és a kézművesség mellett a kereskedelem is fejlődött. Ebben az időszakban (1761 és 1768 között) épült fel a Nagyboldogasszony plébániatemplom, mely az ortodox székesegyház mellett a városkép meghatározó eleme lett.

### Pakrác a 19. században
Az uradalom további jelentős fejlesztése fűződik Jankovich Izidor gróf nevéhez különösen az állattenyésztés területén. 1843-ban a Lipik határában fekvő 25 hektáros „Izidorovac” nevű területen a várostól nyugatra megalapította a lipiki ménest. 1820 és 1850 között a lipiki fürdő területén újabb három fürdőépületet emeltetett. Örököse Gyula gróf kiváló politikus, hazafi és nagy jótevő volt, de a gazdaságot elhanyagolta. 1861-ben az uradalmat eladta és családjával Ausztriába költözött. Pakrác és vidékének aranykora az 1885-től az első világháborúig terjedő időszakra tehető. Ebben az időben (1895 és 1897 között) épült meg a Barcs-Pakrác-Banova Jaruga vasútvonal, mely lehetővé tette a tőke beáramlását. Ekkor települt be nagyszámú magyar, német, cseh és szlovák nyelvű népesség az Osztrák–Magyar Monarchia más területeiről. Munkások, kézművesek, akik a vasútépítésen dolgoztak, illetve kereskedők, akik megnyitották üzleteiket a városban. Ekkor lett híres a szomszédos Lipik gyógyfürdője, ahová a Monarchia különböző vidékeiről özönlöttek a látogatók. 1861-ben felépült a város első ipari üzeme a fűrésztelep, majd 1892-ben a gőzfűrész üzem. Szűknyomtávú vasút épült a Psunj-hegységen át és egy kisebb téglagyár a közeli Filipovacon. Pakrácon községi elöljáróság, járásbíróság, pravoszláv püspökség, népiskola, tanítóképző, posta és távíróállomás, takarékpénztár és boltok működtek. Pozsega vármegye Pakráci járásának székhelye volt.

### Pakrác a 20. században
A 20. század első évtizedeiben újabb köz- és lakóépületek létesültek a városközpontban új utcákat alkotva. Ezek az épületek többnyire szecessziós stílusban épültek. A város új arculatának kialakításában nagy érdemei vannak a fiatal építésznek Stjepan Golubićnak, aki iskoláit Budapesten és Grazban végezte és pályafutását itteni lakóházak és villák tervezésével kezdte. 1906-ban a város közvilágítást kapott és a Pakra mellett, a régi malom végében felépült a városi fürdő. 1909-ben a Jankovich-kastély és a Trenk-kastély mellé gesztenyefasort ültettek.
Az első világháború után 1918-ban az új szerb-horvát-szlovén állam, majd később (1929-ben) Jugoszlávia része lett. Az 1920-as években lebontották a pakráci vár düledező maradványait. A két világháború között élénk társadalmi élet folyt a városban. Felépítették a Cseh házat és a Horvát házat. A Horvát házhoz nagy moziterem, színpad, könyvtár, olvasóterem is tartozott. Mindkét épület a délszláv háborúban semmisült meg, újjáépítésük a háború után történt. A második világháború után részben a lebontott vár anyagából felépítették a községi hivatalt. Ebben az időszakban sok régi épületet bontottak le, a szecessziós épületeket pedig megfosztották díszeiktől. A történeti és kulturális értékeket teljesen elhanyagolták. Némi változást a városi múzeum 1954/55-ös alapítása jelentett, de ennek a rövid működése is megszűnt 1968-ban.

### Pakrác védelme a délszláv háborúban
A város a szerb-horvát háborúban a harcok egyik központja volt és súlyos károk érték. A harci események 1991. március 1-jén kezdődtek, amikor a szerb félkatonai alakulatok vezetői Milan Babić és Milan Martić utasítást adtak a város rendőrségi épületének elfoglalására. A szerbek az ott tartózkodó 16 horvát rendőrt lefegyverezték. A Horvát Belügyminisztérium a város feletti ellenőrzés visszaszerzésére 200 főnyi rendőri erőt vezényelt Pakrácra. A rendőrökhöz menet közben civilek is csatlakoztak. A várost övező barikádot ellenállás nélkül törték át és a rendőrség épületét visszafoglalták. A szerbek a közeli dombok felé menekültek. A horvát különleges rendőri egységek 180 szerb felkelőt, köztük 32 szerb rendőrt letartóztattak. A horvát akció a jugoszláv szövetségi kormány beavatkozását váltotta ki, mely utasította a JNA egységeit a városba való benyomulásra. Az első harckocsik már aznap este megérkeztek, majd másnap újabb egységekkel, a belovári 265. gépesített lövészdandár páncélos zászlóaljának egységeivel egészültek ki. A hadsereg egységei azonban túl későn érkeztek ahhoz, hogy a horvát különleges rendőri erőket megállítsák. Ez arra késztette a szerb félkatonai erőket, hogy a várost a közeli dombokról lövésekkel támadják. Ennek során egy horvát rendőrségi járművet is kilőttek. A horvát elnök és a jugoszláv katonai erők parancsnoka közötti tárgyalás eredményeként a hadsereg megengedte, hogy a várost a horvát rendőrség ellenőrizze. Március 3-án a horvátok kivonták a városból a különleges rendőri erőket, majd 12-én a hadsereg egységei is elhagyták a várost. A szerbek továbbra sem tettek le a város birtoklásáról. 1991. augusztus 19-én újra megkísérelték a város elfoglalását, de a különleges rendőri erőkkel megerősített helyi horvát védelem egy napos harc után ezúttal is sikeresen verte vissza a támadást.

## Lakossága
A városnak 1910-ben 3254 lakosából 1466 fő horvát, 782 szerb, 366 magyar és 291 német volt.
2001-ben a hozzá tartozó falvakkal együtt 8855 lakosából 6048 fő horvát, 1514 szerb, 559 olasz, 269 cseh, 65 magyar volt.
| Lakosság változása | Lakosság változása | Lakosság változása | Lakosság változása | Lakosság változása | Lakosság változása | Lakosság változása | Lakosság változása | Lakosság változása | Lakosság változása | Lakosság változása | Lakosság változása | Lakosság változása | Lakosság változása | Lakosság változása | Lakosság változása | Lakosság változása |
| ------------------ | ------------------ | ------------------ | ------------------ | ------------------ | ------------------ | ------------------ | ------------------ | ------------------ | ------------------ | ------------------ | ------------------ | ------------------ | ------------------ | ------------------ | ------------------ | ------------------ |
| 1857               | 1869               | 1880               | 1890               | 1900               | 1910               | 1921               | 1931               | 1948               | 1953               | 1961               | 1971               | 1981               | 1991               | 2001               | 2011               | 2021               |
| 1.076              | 1.721              | 1.761              | 2.089              | 2.762              | 3.254              | 3.122              | 3.642              | 3.558              | 3.988              | 4.926              | 6.136              | 7.361              | 8.197              | 4.772              | 4.842              | 4.151              |

## Nevezetességei
- A város barokk római katolikus plébániatemplomát[6] 1763-ban építették és Mária mennybevétele tiszteletére szentelték. A templom a város domináns helyén épült, széles lépcsősor vezet fel hozzá. A templom egyhajós, hosszúkás alaprajzú, félköríves szentéllyel és a homlokzat melletti magas, zömök harangtoronnyal. Belseje eredetileg gazdagon díszített barokk templombelső volt festett falakkal, fából faragott oltárokkal, prédikálószékkel és festett üvegablakokkal. A Mária mennybevétele főoltár a híres szobrászművész Franz Straub alkotása 1760-ból. A két mellékoltárt Szent József és Páduai Szent Antal tiszteletére szentelték, mindkettő ismeretlen mester munkája. A Szent József oltár 1768-ban, a Szent Antal oltár 1780-ban készült. A délszláv háború során a belső tér nagy része súlyosan megsérült, helyreállítása folyamatban van. Nemrég kapott új festett üvegablakokat, melyek a kortárs akadémiai festő Josip Botteri Dini munkái. Befejezés előtt áll a főoltár felújítása. Értékes a templom orgonája is, mely Heferer híres műhelyében készült 1900-ban. Az orgona felújítása a befejezéshez közeledik és várja a templomba való visszatérést.
- A Szentháromság tiszteletére szentelt pravoszláv székesegyház[7] a pakrác ortodox püspökség székhelye a város főterén áll. 1757 és 1768 között építették, majd egy tűzvészt követően 1893 és 1896 között Hermann Bollé tervei szerint eklektikus stílusban építették át, neoromán és neoreneszánsz elemekkel. Szimmetrikus alaprajzú, egyhajós épület két félköríves kápolnával és egy nagyméretű, félköríves szentéllyel. Az épület domináns része a homlokzat előtti magas, erőteljes harangtorony és a rajta keresztül vezető főbejárat festett, gazdagon díszített portálja. Az épület többi homlokzatát is profilozással, pilaszterekkel, falkoszorúkkal és oszlopfőkkel díszítették. Belső tere szintén festéssel, pilaszterekkel, oszlopokkal díszített. A monumentális ikonosztáz zágrábi asztalosmester munkája, míg az ikonokat Svetan Todorović és Živko Jugović festették. Sajnos a délszláv háború során a berendezés nagy része megsemmisült.
- Az ortodox püspökség emeletes épülete[8] 1732-ben épült barokk stílusban. A székesegyházhoz hasonlóan 1896-ban Hermann Bollé tervei szerint eklektikus stílusban építették át. A szabálytalan U alakú épület főhomlokzata a székesegyházra néz. A két oldalszárny közül az északi a hosszabb, hegyesszögben kapcsolódik a fő épületszárnyhoz, míg a déli, rövidebb oldalszárny csatlakozása merőleges. A három épületszárny egy belső udvart zár közre. Az épület jelenleg vakolatlan, így jól látszik, hogy a régebbi rész kőből, az újabb rész téglából épült. Az épület részben alápincézett, a pince és a földszinti rész mennyezete boltozott. Az emeleti mennyezete rész csak részben boltozott, részben fagerendákkal készült. A falakon még helyenként látszanak a régi falfestés és a stukkók nyomai. A földszint és az emeleti rész udvar felőli része íves árkádokkal készült.
- A város egyik legimpozánsabb épülete a Spahijski, vagy más néven Španski-pince.[9] Az épület két szárnyból áll, az egyik szárny homlokzata a Strossmayer utcára néz, míg a másik szárnyat a hegyoldalba vájták és a Horvát ház épülete alatt található. Építésével kapcsolatban több elmélet is van. A legrégebbi szerint a 13. században itt működött a pénzverde, de ma már a történészek többsége ezt elveti. A mai uralkodó elmélet szerint a pakráci uradalom 18. századi raktárépülete volt, melynek legrégibb részét Imsen báró építtette még 1745 előtt. A második építési fázis Jankovich Antal gróf nevéhez fűződik, míg a legújabb részt gróf Jankovich Izidor építette 1813 körül. Az „L” alakú épület pincéből és két szintből áll. A felső részre szekerekkel is be lehetett hajtani. A pincében tölgyfahordókban bort tároltak, ezek egy része még ma is megtalálható itt. Az első szinten és a padlástérben az uradalom terményeit, gabonát, zöldségeket, gyümölcsöt tároltak. Az első bejárat felett a homlokzaton Jankovich család címere látható. Sajnos a címernek csak egy része maradt meg, felső része hiányzik. Az épülettel kapcsolatban ma is több legenda él a helyiek körében. Felújítása részben megtörtént. A tervek szerint felső részén a városi könyvtár, a pincében pedig vendéglátó egység kerül elhelyezésre.
- A Jankovich család száz évig, 1760-tól 1861-ig volt a pakráci uradalom birtokosa. Ez az időszak meghatározó volt a város fejlődésében. A Jankovich uradalom központja ma is megtalálható a város szívében. A barokk épületegyüttes, melyet még Imsen báró építtetett 1728 és 1745 között lakó- és gazdasági épületek foglal magában. Az egykori Kiskastély ma múzeum, míg az egykori Jankovich kúriában ma a zeneiskola működik. A korábbi két gazdasági épületben a Városháza és a Horvát hazafiak háza található.
- A város egyik legjelentősebb épülete a Trenk-kastély.[10] Építtetője Trenk Ferenc báró a 18. század első felében volt a pakráci uradalom birtokosa. Ekkor építtette a barokk kastélyt, mely a kezdeti lakó funkció helyett később kaszárnya, kórház és iskola is volt. Négyszögletes alaprajzú épület belső udvarral, átriummal. A kastély állapota a felújítás nélküli folyamatos használatban leromlott. A pusztulást egy a közelmúltban keletkezett tűz tetézte. A felújítására vonatkozó tervek elkészültek.
- A Pakráci kút a város egyik legrégibb szimbolikus épülete. A püspöki palota építését követően, 18. század második felében építették. 1882-ben és 1930-ban felújították. Az 1970-es években végzett építési munkálatok következtében a kút természetes vízellátása megszűnt, ezért később rácsatlakoztatták a városi vízvezetékre. A régi leírások szerint a kút épületén egykor az 1882-es felújítást megörökítő tábla állt Josif Putnik pakráci püspök és Jankovich Izidor gróf nevével. A kúthoz legenda is fűződik, mely szerint aki a vizéből iszik visszatér ide.
- A második világháborúban elesett katonák csontháza.[11] A kripta közepén kő posztamensen az elesett katona bronzszobra látható, Vanja Radauš szobrászművész alkotása.
- 1897-ben Dionis Sunko tervei szerint itt épült fel Horvátország első közkórháza.[12] Az épület a Pakra partján áll. Miután a délszláv háborúban súlyos károkat szenvedett kultúrtörténeti emlékké nyilvánították. Jelenleg felújításra vár.
- A szecessziós stílusú Golubić-ház az egyik legismertebb pakráci építész Stjepan Golubić háza volt.
- A város egyik legrégibb épülete az 1771-ben épített régi városháza.[13] Az építés évszáma az épület homlokzatán látható. A Jankovich család idejében épült későbarokk stílusban. Szabálytalan alaprajzú épület.

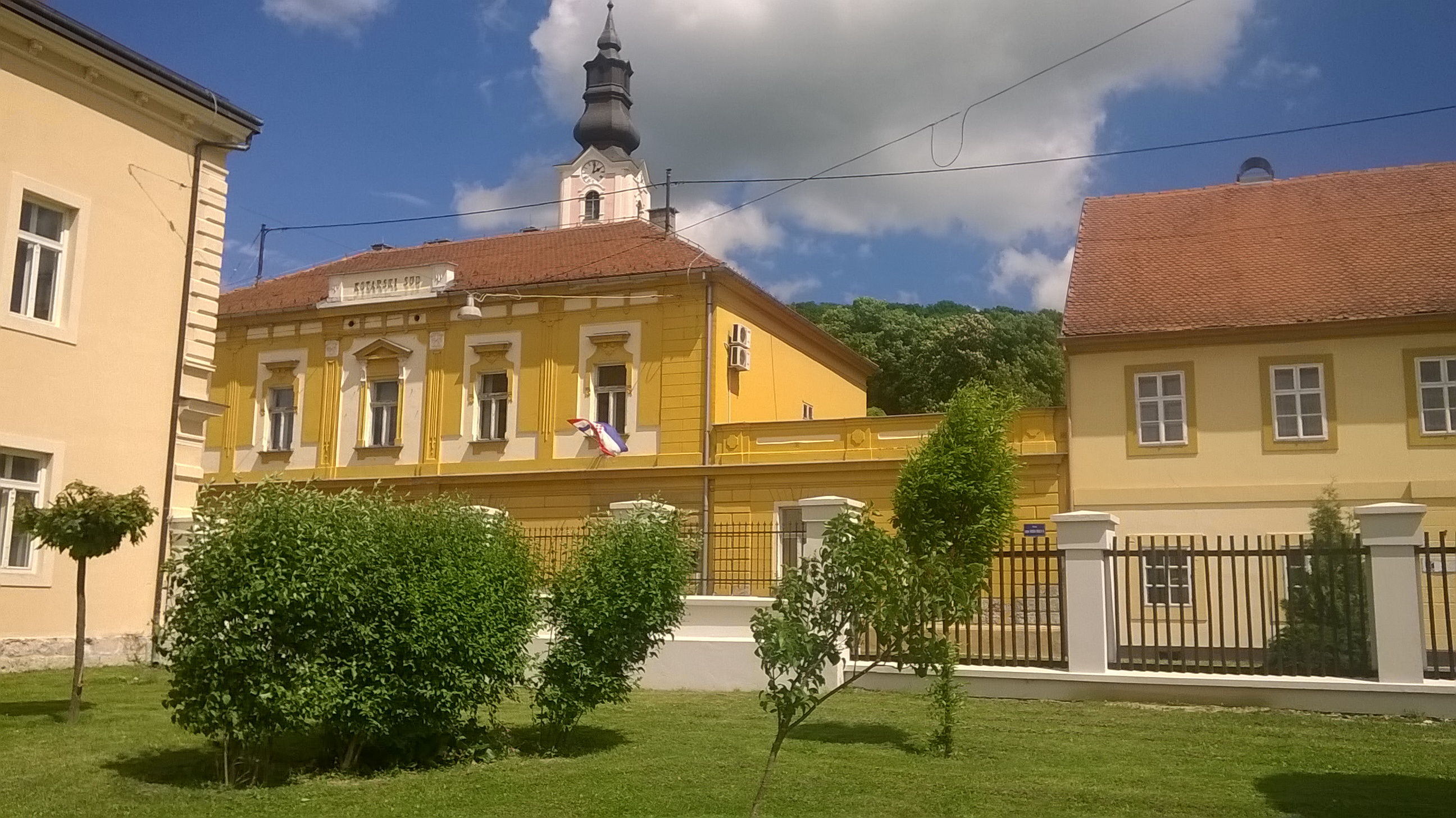
A városközpont

- A Radić fivérek utca 3. szám alatt található a Hotel „Croatia” emeletes épülete.[14] A szállodát 1912-ben még földszintes épületként építették. 1920-ban a homlokzat szecessziós átépítésével emeletet húztak rá. Az épület sarkán konzolokon nyugvó erkély található díszes vaskorláttal. Az udvart a Tomoslav király utca felől magas fal határolja. Az épület részlegesen alápincézett, a pince mennyezetét porosz boltozat, a többi helyiségét fagerendák alkotják.
- A Nepomuki Szent János kápolna[15] 1903-ban épült historizáló és neogótikus stílusban. Egyhajós épület félköríves szentéllyel. A harangtorony a főhomlokzat felett magasodik. A hajó keresztboltozatos, belülről festett, díszes féloszlopokkal és profilozással díszített. Festett üvegablakai vannak.
- A városi múzeum a Jankovich család Kiskastélyában kapott elhelyezést. A múzeumban iskolatörténeti, képeslap, etnográfiai, kultúrtörténeti és fényképgyűjtemény tekinthető meg. Az iskolatörténeti gyűjteményben olyan iskolai használati tárgyak láthatók, amelyek az itteni oktatás több, mint száz éves története során voltak használatban. Legérdekesebb része az a három iskolapad, amely régi elemi iskola épületében találtak. A képeslapgyűjtemény főként a 20. század elején a városról készült képeslapokból áll. Az etnográfiai gyűjtemény a környék falusi lakosságának hagyományait, régi használati trágyait mutatja be. A gyűjtemény legértékesebb részei a népviselet tárgyai. A kultúrtörténeti gyűjtemény a város és környékének kulturális fejlődését mutatja be. Legértékesebb darabja egy rézmetszőlemez, melyet a pakráci rézmetszőcéh használt Bécsben a 19. század elején rajta Pakrác legrégibb ábrázolásával. A fényképgyűjteményben számos régi pakráci polgárcsalád és személy portréja található meg. A város mindennapi életébe nyújt betekintést.

## Kultúra
A KPD (Kulturno Prosvjetno Društvo) “Sloga” Pakrac kulturális és művelődési egyesületet 1937-ben alapították. Független, nonprofit civil társadalmi egyesület, amelyet a civil multikulturális értékek és a horvát emberek művelődésének, életkörülményeinek előmozdítása érdekében hoztak létre. Zenei, tánc, színjátszó, turisztikai és mozikedvelő szekciói vannak.

## Oktatás
- A város elemi iskolája a Radić testvérek nevét viseli.
- A középiskola 1969-ben kezdte meg működését.
- Elemi zeneiskola
- Egészségügyi főiskola
- Közgazdasági főiskola

## Sport
- NK Hajduk Pakrac labdarúgóklub
- RK Lipa Pakrac kézilabdaklub
- Kickboxklub
- Titan kerékpárklub